# Ménil-Gondouin
Ménil-Gondouin – miejscowość i gmina we Francji, w regionie Normandia, w departamencie Orne.
Według danych na rok 1990 gminę zamieszkiwało 158 osób, a gęstość zaludnienia wynosiła 17 osób/km² (wśród 1815 gmin Dolnej Normandii Ménil-Gondouin plasuje się na 728. miejscu pod względem liczby ludności, natomiast pod względem powierzchni na miejscu 557.).